# 톰 콜린스

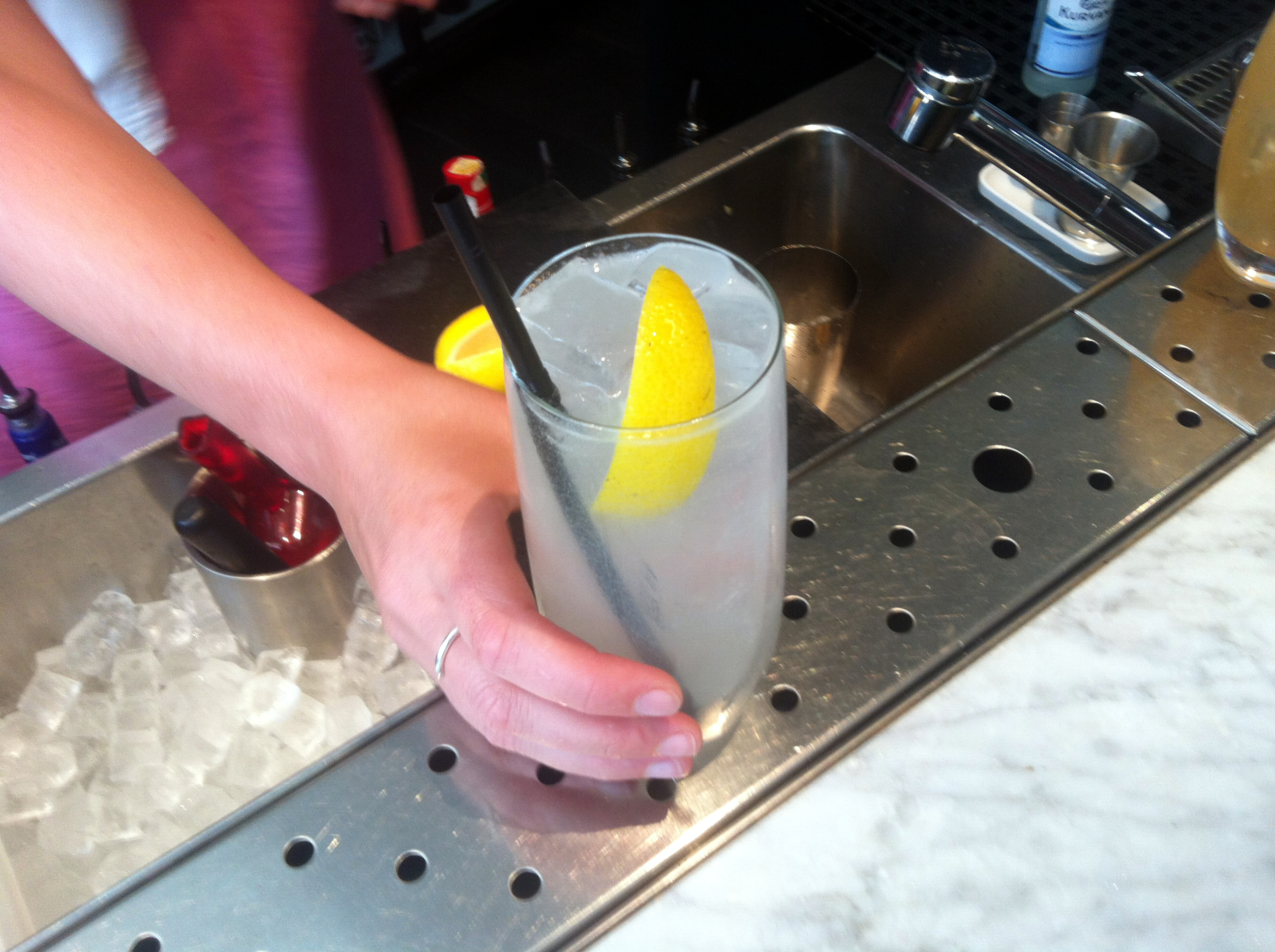

톰 콜린스(Tom Collins)는 진 (술), 레몬즙, 설탕, 탄산수로 만든 콜린스 칵테일이다. 1876년 미국의 바텐더의 아버지 제리 토머스의 기록에서 이 "진(gin)이자 스파클링 레모네이드" 음료는 얼음을 넣은 콜린스 글래스에 담기는 것이 보통이다. 무알콜 콜린스 믹스 믹서가 만들어지며 일부는 일반 음료수로 즐긴다.

## 같이 보기
- 사워 (칵테일)